# Serge Heftler-Louiche
Serge Heftler-Louiche, né le 26 mai 1905 à Pontoise et mort le 8 octobre 1959 à Paris, est un industriel français.
Il est le fondateur et le 1er président de la Société des Parfums Christian Dior.

## Granville
Le père de Serge Heftler-Louiche, le lieutenant Émile Heftler, meurt au champ d’honneur dans les Flandres, près d’Ypres, en 1914. Il était Procureur général, Conseiller à la Cour d’Appel de Paris et membre du Cabinet du Ministre de la Justice ; Il avait été précédemment membre du Cabinet du Ministre de l’Industrie. Exempté du fait de ses fonctions, Il s’était porté volontaire, suivant en cela l’exemple de son père Maurice Heftler, lui-même volontaire dans les corps francs pendant la guerre de 1870. Il sera cité à l’ordre de l’Armée.

La famille s’installe dès lors à Granville, où réside sa famille maternelle ; La famille Louiche est implantée de longue date en Normandie : François Louiche, sieur de Loumel est né à Vessey en 1685. René Louiche Desfontaisnes est né à Tremblay en 1750. Il fut membre de l’Institut et Directeur général du Museum d’Histoire Naturelle sous l’Empire.

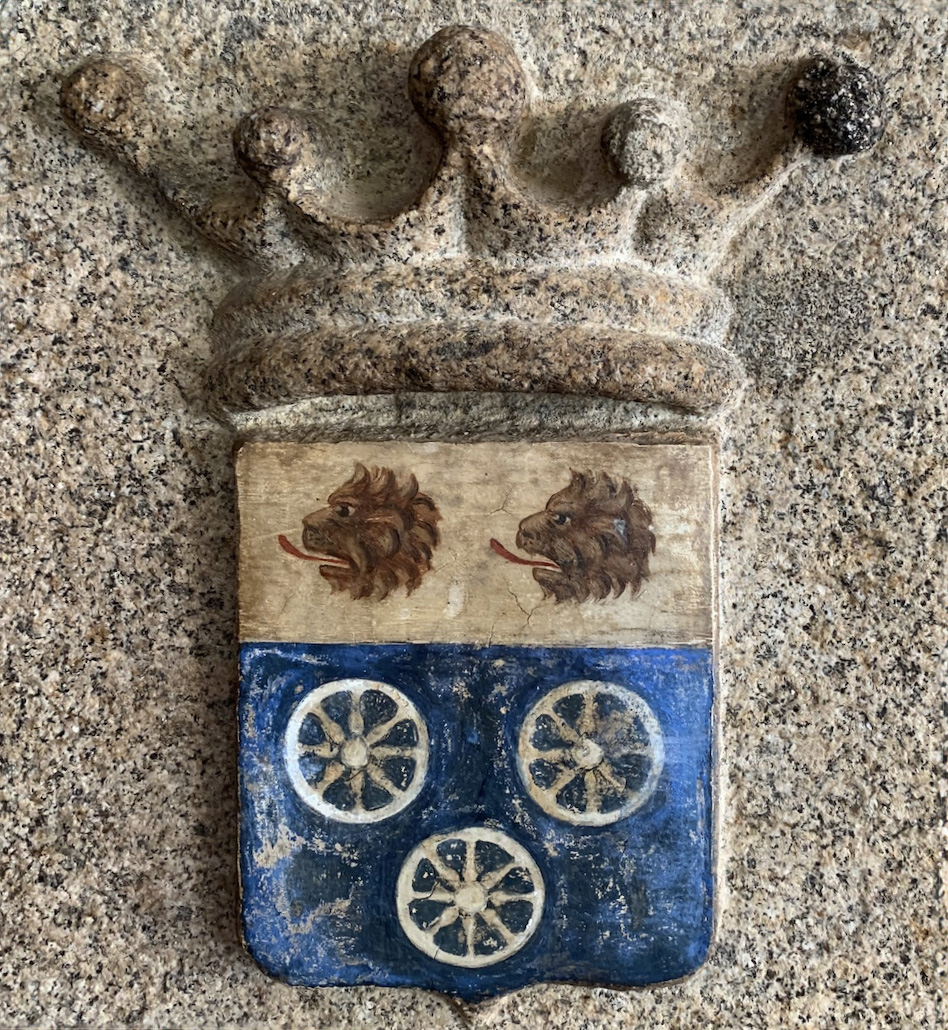
Louiche Loumel

La famille est traditionnellement active dans la haute magistrature : Son arrière-grand-père paternel était conseiller à la Cour d’Appel, son grand-père, Auguste Louiche Loumel, était conseiller à la Cour de révision judiciaire, la plus haute juridiction de la principauté de Monaco. La mère de Serge Heftler-Louiche se remaria avec le comte Robert Talon de Montal, dont la famille compta, elle aussi, de nombreux hommes de loi, dont, au XVIIème siècle, l’avocat général Omer Talon.
Lors de leur mariage, Emile Heftler et Augusta Louiche (Loumel) décidèrent d’accoler leurs deux noms. Selon l’ancienne tradition normande des noms de sieuries, ou les doubles patronymes, permettaient à chaque branche d’une famille de se distinguer des autres, généralement par l’adjonction du nom d’une terre leur appartenant. Par reconnaissance pour ses grands-parents qui l’ont élevé, Serge Heftler-Louiche décida de garder leurs deux noms.

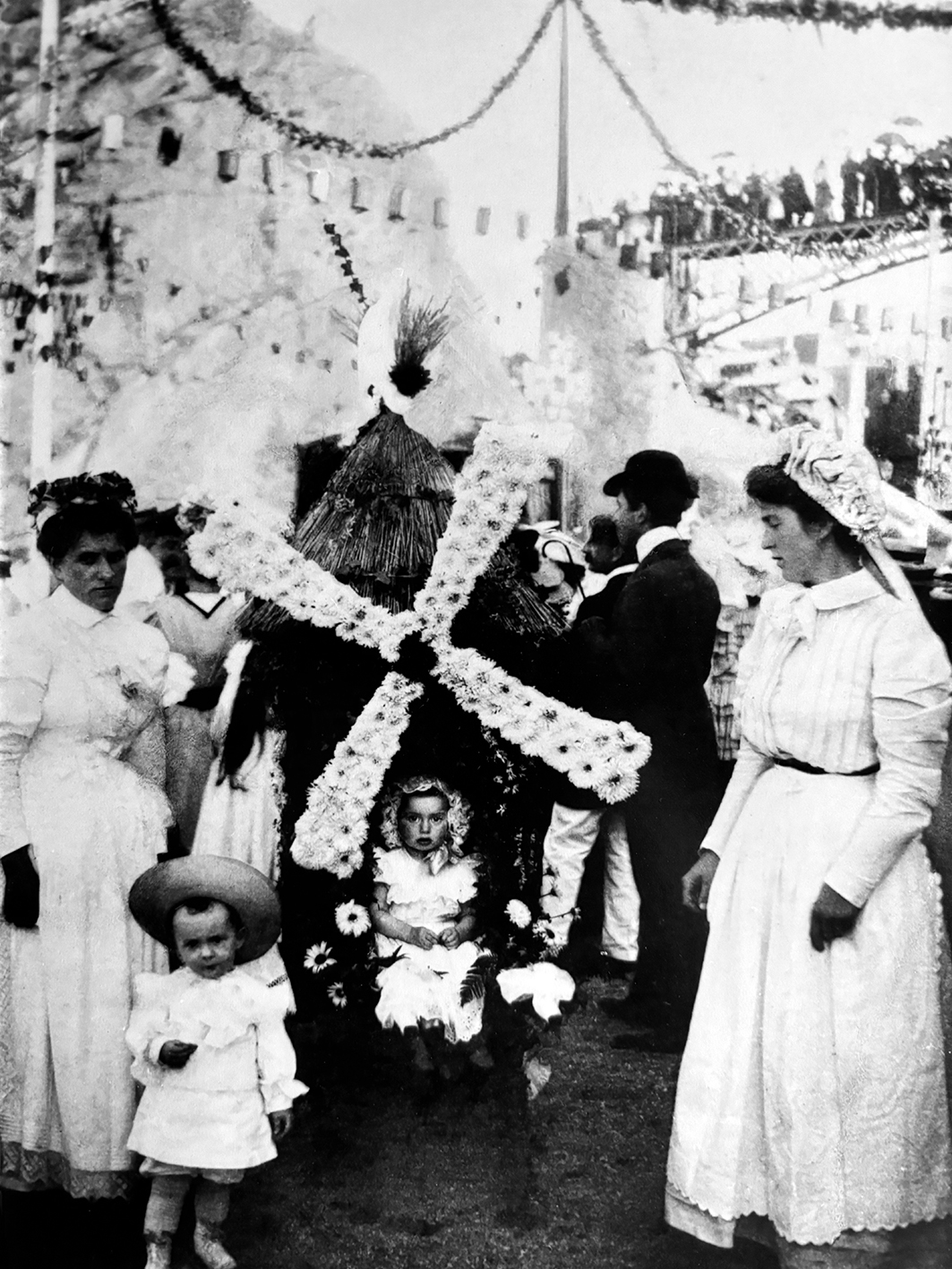
Christian Dior et Serge Heftler-Louiche au carnaval des fleurs de Granville en 1908

La famille Dior est une vieille famille industrielle de la Manche mais qui joua aussi un rôle dans la vie politique : Lucien Dior, président du conseil général et député de la Manche, fut appelé par Aristide Briand comme ministre de l’Industrie et Raymond Poincaré le reconduira en rajoutant à son ministère celui du Commerce.
Les deux familles furent les premières à quitter leurs maisons situées dans l’austère citadelle de Granville pour s’installer, tout près l’une de l’autre, sur les falaises alors désertes, qui surplombent la ville. La maison des « Tourelles », dans laquelle Serge Heftler-Louiche fut élevé, fut bâtie autour d’une ancienne tour médiévale ; elle a été transformée, depuis, en hôtel de thalassothérapie ; La famille Dior s’installe tout près, aux « Rhumbs » ; La maison est devenue aujourd’hui un musée dédié à Christian Dior.

## Deux amis d'enfance
Serge Heftler-Louiche et Christian Dior ont à peine quatre mois d’écart ; Ils apprirent à parler et à marcher ensemble ; « l’un est plus sportif et l’autre plus rêveur mais ils s’entendent à merveille ». Christian Dior a souvent évoqué cette « amitié indéfectible qui s’est alors forgée sur les falaises de Granville qui sentent le varech et l’œillet sauvage ».

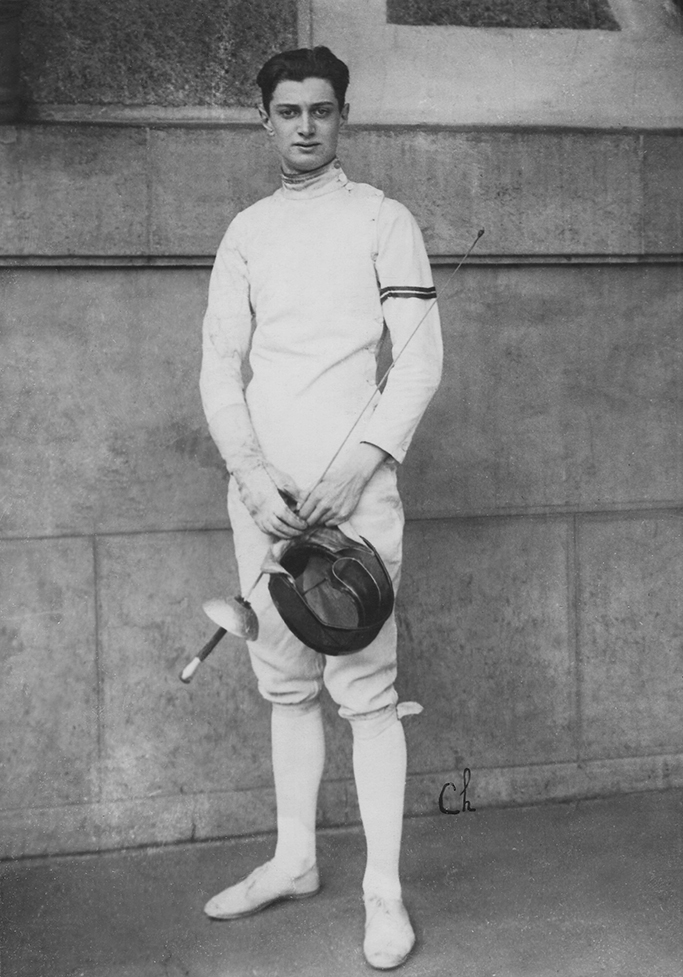
Serge Heftler-Louiche escrimeur, 1924

## Escrimeur
Serge Heftler-Louiche a pratiqué l’escrime à l’Automobile Club de France, dont il était membre, et au Cercle militaire. Il y tirait l’épée et le fleuret avec Lucien Gaudin qui fut médaille d’or aux Jeux olympiques. Pendant son service militaire, il fut affecté à l‘École Polytechnique où il enseigna l’escrime. Il participa aux championnats d’Europe et terminera, à 19 ans, 1er de la finale de préparation Olympique de 1924. Il fut sélectionné pour les Jeux Olympiques de 1928.
Membre du golf de Saint-Cloud et de celui de Granville. Il gagna plusieurs compétitions.

## Banquier, industriel et entrepreneur
Il entre en 1927, à 22 ans, à la Société financière générale dont il deviendra directeur-adjoint. Il y sera le conseiller financier de François Coty. La Société des Parfums Coty était alors numéro 1 des parfums dans le monde. François Coty était aussi sénateur et propriétaire du Figaro.
François Coty lui demanda, en 1931, de rejoindre son groupe ; Serge Heftler-Louiche avait alors 26 ans. Il est nommé directeur financier des Parfums Coty puis directeur général de Coty SA, de Coty Londres, de Coty New York, Vice-président du conseil d’administration et administrateur délégué du groupe. Christian Dior rapporte dans ses mémoires que Serge Heftler-Louiche « était ainsi devenu le collaborateur principal de l’homme à qui la parfumerie française devait son essor et son prestige mondial ».
Dès 1935, le goût de bâtir et d’entreprendre des affaires nouvelles amena Serge Heftler-Louiche à créer différentes sociétés, parmi lesquelles Cadoricin (la « Brillantine ») qu'il vendra a l'Oréal , les rouges à lèvres Louis Phillipe ou encore la Société française de distribution qui distribuera en France plusieurs marques étrangères de cosmétiques comme Peggy Sage, alors N° 1 des vernis à ongles.
À la déclaration de la guerre il est mobilisé ; fait prisonnier à Poitiers, il s’évade, revient dans le camp avec des vêtements civils et réussit ainsi à faire évader un grand nombre des hommes de sa compagnie ; il rejoindra ensuite une unité opérationnelle.

## Monaco
Démobilisé, Il crée, en 1941, à Monaco, le Consortium méditerranéen de parfumerie. Monaco lui était familier : son grand père, y avait été magistrat, et sa mère et son beau père y habitaient. Jusqu’à la fin de la guerre il partagera ainsi son temps entre Monaco, Paris et Pau où s'était repliée sa famille.
Il fut un des membres fondateurs de la Croix-Rouge monégasque.
Serge Heftler-Louiche est nommé par le prince de Monaco, en 1952, administrateur délégué de la Société des bains de mer de Monaco (SBM).

## Création de la société des parfums Christian Dior
Serge Heftler-Louiche et son ami d’enfance, Christian Dior, se retrouvaient régulièrement à Granville ; leurs bureaux à Paris, rue La Boétie étaient voisins. Christian Dior avait un parcours différent de celui de Serge Heftler-Louiche. Cette complémentarité sera à l’origine de leur association en 1947.
Christian Dior intégra tout d’abord l’École des Sciences Politiques « mais sa vie étudiante sera, en fait, plutôt une vie de Bohème »  : il fréquente assidument « Le Bœuf sur le toit » où se retrouve toute l’avant-garde artistique de l’époque.
Il ouvrit en 1928 une première galerie d'art moderne avec Jacques Bonjean puis s'associa avec Pierre Colle. La crise de 1929 toucha la France en 1931 ; elle leur sera fatale. Sa famille ayant également été touchée par la crise, Christian Dior sera encouragé par son entourage à tirer parti de ses talents de dessinateur : avec les croquis, il sera vite remarqué et apprécié par la presse surtout américaine.
Son talent de dessinateur, sa créativité, et sa sensibilité aux courants modernistes de l’époque persuadent Marcel Boussac, de proposer à Christian Dior en 1946, de financer sa propre maison de couture. Fort de son expérience d’industriel, Serge Heftler-Louiche va alors , être « aussi visionnaire que son ami Christian Dior » : il propose, avant même l’ouverture de la maison de couture, de lancer en parallèle une activité dans le domaine des parfums.

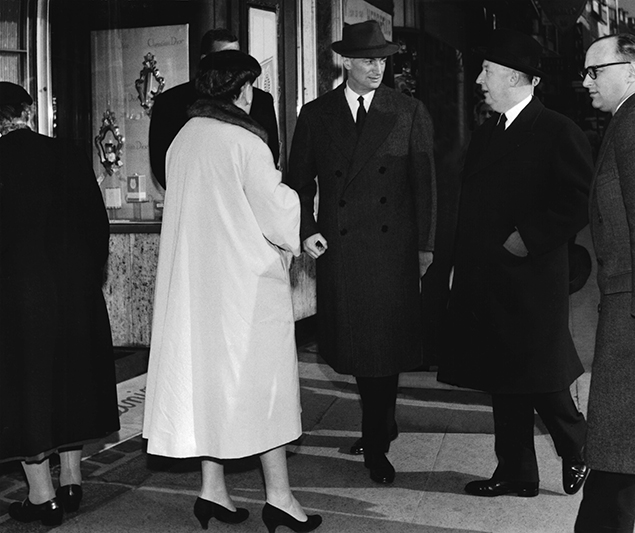
Christian Dior et Serge Heftler-Louiche à Copenhague, 1954.

« Mon plus vieil ami, Serge Heftler-Louiche, avant même l’ouverture de la maison, me proposa de créer la Société des Parfums Christian Dior » rapportera Christian Dior dans ses mémoires : « Sa longue expérience en la matière, jointe au fait qu’il était un compagnon de ma plus tendre enfance, me fit accepter tout de suite » ; celle-ci est effective huit mois après la première collection.
Les négociations entre Marcel Boussac et Serge Heftler-Louiche furent menées rapidement ; distincte de celle de la couture, La Société des Parfums Christian Dior fut créée en 1947. Christian Dior souhaita, cette fois ci, détenir une part du capital : celui-ci fut souscrit à raison de 25 % pour Christian Dior, 35 % pour Serge Heftler-Louiche et 40 % pour Marcel Boussac. Les deux amis d’enfance détenaient ainsi, à eux deux, la majorité du capital de la nouvelle société et « Serge Heftler-Louiche en devenait directeur exécutif et président statutaire à vie, concentrant ainsi entre ses mains, et de manière inamovible, la direction de la société jusqu’à sa mort en 1959. »
« Miss Dior », composé par Paul Vacher, est lancé en 1947, l'année même de la présentation de la première collection de Christian Dior le « New Look ». Henri Sauguet composera même une « valse Miss Dior » en hommage à ce premier parfum. L’« Eau Fraiche » fut lancée en 1952 ; L’élaboration de « Diorissimo » fut plus longue : elle commença en 1953 pour un lancement trois ans plus tard, en 1956. Edmond Roudnitska les composera. Les campagnes publicitaires seront signées par René Gruau.
« Personne ne pouvait alors prédire que ce succès allait s’inscrire dans la durée et devenir planétaire ». La filière des parfums et des cosmétiques se placera rapidement au deuxième rang des secteurs exportateurs français, après l’aéronautique, en 1958, les Parfums Christian Dior sont présents dans 115 pays.
Antoine Pinay, Ministre des Finances, lui décernera l’oscar des exportations de la France en 1959.
Christian Dior meurt à Montecatini le 24 octobre 1957, Serge Heftler-Louiche le 8 octobre 1959, à Paris.

## Distinctions
Chevalier de la Légion d’Honneur,.
Conseiller du Commerce extérieur de la France.

## Parentèle
Serge Heftler-Louiche pensait que la réussite de tout produit dépendait de la connaissance intime de son époque.
C’est pourquoi il attachait beaucoup d’importance à son cadre familial et à son entourage proche : De fait, celui-ci sera très emblématique d’une époque et ce, dans des domaines extrêmement variés.
Marié à Jeanine Rosambert dont le père était homme d’affaires et collectionneur, il eut deux filles et un fils ; celui-ci eut pour parrain Christian Dior, resserrant encore plus leur proximité.
Sa sœur Denise épousa Robert Gheusi, dont la famille est liée à celle de Gambetta. Proche du maréchal Galliéni, ami de Zola et de Catulle Mendès, son père, Pierre Barthélémy Gheusi dirigea l’Opéra-Comique. Il fut chargé par François Coty de fusionner le Figaro avec le Gaulois. Ses mémoires, Cinquante Ans de Paris, sont un document très précieux sur la vie politique et mondaine sous la IIIe République… Elle se remariera avec Pierre Dupas, Président du groupe Fould Springer et du golf de Fontainebleau.
Sa belle-sœur Suzanne épousa l’avocat d’assises Henry Torrès député et membre du Conseil de la République. Il fut le mentor de Robert Badinter. Pendant la guerre, après une étape au Brésil chez sa tante Agnès Monteiro de Barros, elle rejoignit New York . Elle y créera, grâce à Florence Conrad, le groupe Rochambeau, un corps d’ambulancières que l’on surnommera très vite « les Rochambelles ». Rattaché à la 2ème division blindée du Général Leclerc, le groupe fera la campagne de France et ira jusqu’à Berchtesgaden. C’est là qu’elle rencontrera celui qui allait devenir le général d’Armée Jacques Massu avec qui elle se remariera. Gaulliste historique, compagnon de la Libération, il œuvra en mai 1958 pour le retour du Général De Gaulle à la tête de l’État. Elle fut la marraine du fils de Serge Heftler-Louiche.
Son autre belle-sœur, Colette, gagna, en 1934, la finale des Internationaux de France de tennis à Rolland Garros, en double mixte avec Jean Borotra. Elle épousa Philippe Boegner, qui dirigea Match et Le Figaro ; il était un des fils du Pasteur Boegner, président de l’Eglise réformée de France.
Son cousin, Jean Richard Deshais fut administrateur de la Régie Renault et président du Cercle de l’Automobile Club de France.
Son oncle Victor Heftler, (X 1898) s’installa à Détroit aux États-Unis ; proche d’Henry Ford, il fut à la source de nombreuses innovations technologiques concernant l’industrie naissante de l’automobile.
Un de ses fils, Pierre Heftler, fut l’avocat personnel de la famille Ford.
Un autre, Benoît Heftler, participa au projet Manhattan à Los Alamos.